# Boreava
Boreava é um género botânico pertencente à família Brassicaceae.